# Mila Vannucci
Mila Vannucci, talvolta indicata come Milla Vannucci (Roma, 8 settembre 1927 – Roma, 25 settembre 2012), è stata un'attrice italiana, attiva in teatro e televisione fra i primi anni 1950 e gli anni ottanta.

## Biografia
Ammessa nel 1948 all'Accademia nazionale d'arte drammatica, vi si diplomò nel 1951, venendo poi ingaggiata dal Piccolo Teatro di Milano e dal Teatro Stabile di Genova.
Come doppiatrice, fu la voce italiana di Gladys Cooper nella riedizione TV del film del 1942 Perdutamente tua.

## Sceneggiati televisivi e serie televisive
- Ottocento - sceneggiato televisivo (1959)
- Processo Karamazov di Diego Fabbri (1962)
- Ritorna il tenente Sheridan - serie televisiva, episodio Un uomo nuovo (1963)
- Luisa Sanfelice - sceneggiato televisivo (1966)
- I miserabili - sceneggiato televisivo (1964)
- La ragione degli altri (1965)
- Le inchieste del commissario Maigret - serie televisiva, episodi: Un'ombra su Maigret (1964) e Maigret e i diamanti (1968)
- Madame Curie, regia di Guglielmo Morandi (1966)
- Questi nostri figli - sceneggiato televisivo in 4 puntate - sigla "Guarda se io" cantata da Luigi Tenco (1967)
- La fine dell'avventura - sceneggiato televisivo (1969)
- Il sospetto - miniserie televisiva (1972)
- Napoleone a Sant'Elena - miniserie televisiva (1973)
- L'indizio (cinque inchieste per un commissario) - episodio Domenica di Ferragosto (1982)

## Prosa televisiva

Mila Vannucci in Spettacolo fuori programma 1954

- Spettacolo fuori programma di Cesare Meano, regia di Guglielmo Morandi, trasmessa il 17 dicembre 1954.
- La gelosa, regia di Claudio Fino, trasmessa il 2 settembre 1955.
- Invito al sogno, regia di Mario Ferrero, trasmessa il 4 febbraio 1955.
- Paura di me, regia di Daniele D'Anza, trasmessa il 2 aprile 1956.
- Il sogno dello zio (1956)
- L'arte di morire, commedia di Achille Campanile, regia di Nino Meloni, trasmessa il 22 luglio 1957.
- Il ladro sono io di Giovanni Cenzato, regia di Giancarlo Galassi Beria, trasmessa l'8 novembre 1957.
- I fiordalisi d'oro di Giovacchino Forzano, regia di Guglielmo Morandi, trasmessa il 22 agosto 1958.
- Processo di famiglia di Diego Fabbri, regia di Vittorio Cottafavi, trasmessa il 20 febbraio 1959.
- Un uomo in ogni stagione di Robert Bolt, regia di Giuseppe Di Martino, trasmessa il 16 luglio 1962.
- L'ultima stanza di Graham Greene, regia di Orazio Costa, trasmessa il 16 giugno 1963.
- Processo a Gesù (1963)
- Le sorelle di Segovia, regia di Mario Landi, trasmessa il 17 aprile 1964.
- Antonio e Cleopatra (1965)
- Serata con Cesare Pavese (1967)
- La guerra di Troia non si farà, dramma di Jean Giraudoux, regia di Andrea Camilleri, trasmessa dal Secondo programma il 3 gennaio 1968.
- I fisici di Friedrich Dürrenmatt, regia di Franco Enriquez, trasmessa il 13 febbraio 1968.
- Un grosso affare, regia di Daniele D'Anza, trasmessa il 30 giugno 1968.
- Il seduttore, regia di Flaminio Bollini - film TV, trasmesso nel 1971.
- Io, Caterina, regia di Andrea Camilleri, trasmessa il 10 maggio 1972.

## Prosa radiofonica
- La storia di Giulietta e Romeo, radiodramma di Marco Visconti, regia di Umberto Benedetto, trasmessa il 18 maggio 1955
- Una moglie per Giasone, radiocommedia di Enzo Maurri, regia di Nino Meloni, trasmessa il 23 giugno 1956.
- Serenata alla Brigantessa, radiocommedia di Carlo Alianello, regia di Gian Domenico Giagni, trasmessa il 18 luglio 1956.
- L'uomo e la sua morte, radiodramma di Giuseppe Berto, regia di Andrea Camilleri, trasmesso 30 settembre 1962.